# Kim Jin-kook
Kim Jin-kook (en coreano: 김진국; Corea del Sur; 14 de septiembre de 1951) es un exfutbolista y exentrenador de Fútbol de Corea del Sur que jugaba en la posición de delantero.

## Carrera

### Club
| Periodo   | Club                        |
| --------- | --------------------------- |
| 1970–1977 | Industrial Bank of Korea FC |
| 1973–1975 | → ROK Army (cedido)         |
| 1980      | SV Darmstadt 98             |
| 1981–1982 | Wormatia Worms              |
| 1984      | Kookmin Bank                |

### Selección nacional
A nivel juvenil fue finalista del Campeonato Juvenil de la AFC 1971 en Japón. Con la selección absoluta jugó de 1972 a 1977 con la que anotó 27 goles en 97 partidos y fue finalista de la Copa Asiática 1972.

### Entrenador
Dirigió al Kookmin Bank de 1990 a 1992.

## Logros

### Club
ROK Army
- Korean Semi-professional League (otoño): 1974[4]
- Korean President's Cup: 1975[5]

Industrial Bank of Korea
- Korean Semi-professional League (otoño): 1975[4]

### Individual
- Mejor jugador de la Korean President's Cup: 1975[6]
- Mejor jugador del Korean Semi-professional League (otoño): 1975[7]
- Mejor Equipo Coreano: 1975, 1976[8][9]